# Maratona aquática no Campeonato Europeu de Esportes Aquáticos de 2014 - 5 km por equipe
Os 5 km por equipe da maratona aquática no Campeonato Europeu de Esportes Aquáticos de 2014 foi realizada no dia 16 de agosto em Berlim, na Alemanha. 

## Calendário
| Fase  | Data         | Hora  |
| ----- | ------------ | ----- |
| Final | 16 de agosto | 10:00 |

Todos os horários estão no horário local (UTC+1)

## Medalhistas
| Ouro                                                                     | Prata                                                                | Bronze                                                |
| Países Baixos · Ferry Weertman · Marcel Schouten · Sharon van Rouwendaal | Grécia · Spyridon Gianniotis · Antonios Fokaidis · Kalliopi Araouzou | Alemanha · Rob Muffels · Thomas Lurz · Isabelle Härle |

## Resultados
A prova foi realizada no dia 16 de agosto ás 10:00. 
| Pos.              | Nadadores                                               | Nacionalidade | Tempo   |
| ----------------- | ------------------------------------------------------- | ------------- | ------- |
| Medalha de ouro   | Ferry Weertman Marcel Schouten Sharon van Rouwendaal    | Países Baixos | 55:47.8 |
| Medalha de prata  | Spyridon Gianniotis Antonios Fokaidis Kalliopi Araouzou | Grécia        | 56:05.5 |
| Medalha de bronze | Rob Muffels Thomas Lurz Isabelle Härle                  | Alemanha      | 56:14.8 |
| 4                 | Gergely Gyurta Patrik Rákos Éva Risztov                 | Hungria       | 56:16.0 |
| 5                 | Simone Ercoli Federico Vanelli Aurora Ponselé           | Itália        | 56:20.9 |
| 6                 | Aurélie Muller Romain Beraud Marc-Antoine Olivier       | França        | 56:39.8 |
| 7                 | Daniel Fogg Jack Burnell Danielle Huskisson             | Reino Unido   | 58:06.5 |
| 8                 | Mariia Novikova Kirill Abrosimov Artem Podyakov         | Rússia        | 59:07.1 |
| 9                 | Joanna Zachoszcz Jan Urbaniak Mateusz Sawrymowicz       | Polónia       | 59:23.2 |